# Монтекио Емилия
Монтѐкио Емѝлия (на италиански: Montecchio Emilia, на местен диалект Muntè-c, Мунте-ч) е град и община в северна Италия, провинция Реджо Емилия, регион Емилия-Романя. Разположен е на 99 m надморска височина. Населението на общината е 10 484 души (към 2013 г.).